# Lou Hardy
Louis Hardy (* 1955 in Chicago; † 27. März 2021) war ein US-amerikanischer Basketballspieler.

## Leben
Hardy war als Schüler Mitglied der Basketballmannschaft der Mount Carmel High School in seiner Heimatstadt Chicago. Er spielte hernach bis 1977 an der University of Akron im US-Bundesstaat Ohio. Der 2,04 Meter große Spieler war in der Saison 1975/76 mit einem Schnitt von 15,2 pro Spiel bester Korbschütze der Hochschulmannschaft. Zudem kam er im selben Spieljahr auf 9,4 Rebounds je Begegnung. Letzteren Wert erhöhte er 1976/77 auf 9,7. 1976/77 war Hardy Mannschaftskapitän. Er war bei Akron Mannschaftskollege von John Britton.
Ab 1977 spielte Hardy in Deutschland beim Zweitligisten BG DEK/Fichte Hagen. 1980 stieg er mit Hagen in die Basketball-Bundesliga auf. In der höchsten deutschen Spielklasse war Hardy in der Saison 1980/81 mit insgesamt 633 erzielten Punkten bester Korbjäger der Bundesliga. Dennoch ereilte die von Trainer Volker Cornelisen betreute BG in dieser Saison der Abstieg. Hardy blieb bis 1984 bei der BG Hagen, zwischenzeitlich spielte er beim SV Boele-Kabel. Hardy war später beim ART Düsseldorf und in der Saison 1996/97 als Co-Trainer beim SC Rist Wedel tätig.
Er starb am 27. März 2021 in seinem Heimatland im Alter von 65 Jahren an den Folgen eines Schlaganfalls.